# Пегтымель
Пегтыме́ль (в верховьях — Рапылькатын) — река на Дальнем Востоке России, протекает по территории Иультинского района Чукотского автономного округа.
Длина реки 345 км, площадь бассейна — 17600 км², впадает в Восточно-Сибирское море. По площади бассейна Пегтымель занимает 6-е место среди рек Чукотки и 63-е — в России.

## Гидроним
Пегтымель в переводе с чук. пэгтымлен — «сломанный полоз нарты». Название реки в верхнем течении — Рапылькатын — означает «место, где провалились под воду яранги». По чукотским преданиям, весной через реку переправлялся караван, который провалился на подтаявшем льду. Уцелела лишь одна детская кибитка.

## Исторические сведения
В 1791 году во время пешего перехода к Мечигменской губе реку пересёк И. Биллингс, отметив её на карте как Верковайам. В свою очередь Ф. П. Врангель, посетив в 1822 году низовья реки, отметил её как Веркон. Уточнением притоков Пегтымеля занимался в 1869 году барон Г. Майдель, после чего и появилось современное название реки.

## Гидрография
Река начинается в центральной части Чукотского нагорья, со склонов Паляваамского хребта, вблизи истока реки Эквыватап. В верховьях течёт по широкой (более 5 километров) долине, по краям которой тянутся цепи гор.
В верховьях и в среднем течении река разливается на многие, часто мелководные, протоки, изобилует порогами, здесь встречаются обширные наледи. В верхнем течении в Пегтымель впадает река Выльхырыннынпильхин из озера Выльгырыпын.
Ближе к месту впадения реки Рынкатынын скорость течения заметно снижается, появляются плёсы, долина становится шире, сопки отходят от реки и становятся ниже.
Далее Пегтымель проходит через Кейныней, выходит на Валькарайскую низменность, течение становится совсем слабым, река расчленяется на мелкие рукава, образуя заболоченную многорукавную дельту.

### Водный режим
Питание реки снеговое и дождевое.
Пегтымель вскрывается ото льда примерно в середине июня. В начале сентября по ночам появляются забереги. На весенне-летний период приходится 90-95 % годового водного стока, на осень — около 5-6 %, на зиму — до 2 %. Расходы воды в зимнюю межень практически отсутствуют.
Среднемноголетний расход воды в устье реки 180 м³/с (объём стока 5,681 км³/год).

## Археологическое наследие
За устьем притока Кууль-Иннукай, на правом берегу поднимается массив Кейныней. Он подступает к Пегтымелю Кайкуульскими обрывами, которые тянутся на несколько километров. В этом месте в 1965 году были обнаружены Пегтымельские петроглифы — уникальные изображения, памятник наскального творчества расположенный за Полярным кругом.

## Хозяйственное использование
В бассейне Пегтымеля с 1960-х гг. открыто множество россыпных месторождений золота, некоторые из которых разрабатываются до сих пор.

## Притоки
Объекты перечислены по порядку от устья к истоку.
- 27 км: протока без названия
- 33 км: Кысакваам
- 42 км: Ветвистый
- 62 км: Гэсмыткун
- 74 км: Кусьвеем
- 76 км: река без названия
- 77 км: река без названия
- 83 км: Тымлырыннат
- 89 км: Тихий
- 97 км: Спокойный
- 98 км: Ынпычинээкын
- 104 км: Кувет
- 106 км: Нижний Этарокасакэн
- 111 км: Верхний Этарокасакэн
- 129 км: Кукевеем
- 130 км: Рыннатинын
- 135 км: Угрюмый
- 144 км: Мрачный
- 146 км: Хмурый
- 149 км: Отдельный
- 151 км: Умкрыннэт
- 155 км: Кытапкай
- 158 км: Серый
- 165 км: Приток
- 170 км: Кальгон
- 177 км: Тувгеврыннэт
- 178 км: Елвергыргын
- 183 км: Рымыркен
- 194 км: Ольховый
- 200 км: Лиственный
- 203 км: Дуга
- 209 км: Наусеквеургин
- 214 км: Паарыннат
- 215 км: Мольтыкан
- 242 км: Выльхырыннынпильхин
- 245 км: река без названия
- 249 км: Мольтыконвеургин
- 252 км: Намномком
- 253 км: Роморыннат
- 263 км: Олептытын
- 272 км: Южный Пильхин
- 276 км: река без названия
- 283 км: Грокумкрыннэт
- 284 км: река без названия
- 292 км: Гытолькууль
- 294 км: река без названия
- 299 км: Уттыкымыль
- 314 км: река без названия
- 319 км: Ветвистая
- 324 км: Правый Рапылькатын